# Robert Jan Stips
Robert Jan Stips (né le 4 février 1950 à La Haye) est un musicien néerlandais.

## Biographie
Il devient célèbre en tant que claviériste, arrangeur et producteur avec Supersister (nl). Cela lui vaut une invitation pour rejoindre Golden Earring en 1975, l'un des plus fameux groupes néerlandais de l'époque. Robert Jan Stips prit part à la triomphale tournée américaine de 1976 mais quitte ensuite le groupe pour former Stars and Stips qui sort l'album Nevergreens en 1976. Très actif, il forme à la même époque Sweet d'Buster avec le saxophoniste Bertus Borgers.
En 1979, Robert Jan Stips quitte Sweet d'Buster et forme Transister (en), qui sort un album : Zig Zag. En 1981, il publie son premier disque solo (U.P.) et devient en 1983 le claviériste de Nits qu'il avait déjà produit. Après le départ de Michiel Peters en 1985, Henk Hofstede laisse les claviers à Robert Jan Stips pour reprendre la guitare. Tout en jouant avec The Nits, Robert Jan Stips a produit des albums pour Cloud Nine et Vitesse. Il est également le principal compositeur de l'unique œuvre orchestrale de Nits : Hjuvi - A Rhapsody in Time.
Robert Jan Stips quitte Nits en 1996 à la fin de leur tournée Greatest Hits, et forme le groupe Stips qui sort un album : Egotrip. Stips publie deux albums en collaboration avec Freek de Jonge : Gemeen Goed en 1997 puis Rapsodia en 1998. En 1999, il publie deux albums solo nommés Greyhound et Rembrandt 2000 (à l'occasion d'une grande exposition Rembrandt à La Haye). En 2003, il retrouve Nits pour la tournée de leur trentième anniversaire. Il a depuis continué à participer aux albums et tournées de Nits.
En 2014, il est fait chevalier de l'ordre d'Orange-Nassau. En 2015, Robert, comme d'autres membres de Nits, reçoit est décoré du ruban royal. En 2016, Stips collabore au projet Nits/Scapino Ting! à l'occasion du 70e anniversaire du Scapino Rotterdam.
En 2017, une tournée théâtrale intitulée O Die Zee - In Concert est organisée. Un CD comprenant 11 chansons de O die Zee est également publié par Fabelhaft pendant cette période.

## Discographie
- 1970 : Supersister - Present From Nancy
- 1971 : Supersister - To The Highest Bidder
- 1972 : Supersister - Pudding en Gisteren
- 1973 : Supersister - Iskander
- 1974 : Sweet Okay Supersister - Spiral Staircase
- 1975 : Golden Earring - Switch
- 1976 : Golden Earring - To The Hilt
- 1976 : Stars and Stips - Nevergreens
- 1977 : Sweet d'Buster - Sweet d'Buster
- 1978 : Sweet d'Buster - Friction
- 1979 : Transister - Zig Zag
- 1981 : Robert Jan Stips - U.P.
- 1981 : The Nits - New Flat
- 1982 : Golden Earring - Cut
- 1983 : The Nits - Omsk
- 1983 : The Nits - Kilo
- 1984 : The Nits - Adieu, Sweet Bahnhof
- 1986 : The Nits - Henk
- 1986 : Golden Earring - The Hole
- 1987 : The Nits - In The Dutch Mountains
- 1988 : The Nits - Hat
- 1989 : Nits - Urk
- 1990 : Nits - Giant Normal Dwarf
- 1992 : Nits - Ting
- 1992 : Nits - Hjuvi: A Rhapsody In Time
- 1995 : Nits - dA dA dA
- 1996 : Nits - In Concert
- 1996 : S.T.I.P.S. - Egotrip
- 1997 : Freek de Jonge & STIPS - Gemeen Goed
- 1998 : Freek de Jonge & STIPS - Rapsodia
- 1998 : Robert Jan Stips - Greyhound
- 1999 : Robert Jan Stips - Rembrandt 2000
- 2000 : Supersister - Memories Are New - M.A.N.
- 2001 : Supersister - Supersisterious
- 2005 : Nits - Les Nuits
- 2008 : Nits - Doing The Dishes
- 2008 : Nits - Truce Diaries
- 2009 : Nits - Strawberry Wood
- 2009 : Robert Jan Stips - Rond: Piano & Songs
- 2012 : Nits - Malpensa
- 2012 : Robert Jan Stips - 12 Steden, 13 Ongelukken
- 2014 : RJ Stips / W Stips - KIND van 70
- 2015 : Nits - Hotel Europa
- 2015 : Robert Jan Stips - RJ's Tribute To 55 Years Golden Earring
- 2015 : Robert Jan Stips - Don't Lose Heart / Verlies Niet de Moed
- 2016 : Robert Jan Stips - Present To The Highest Pudding: Three Supersister Albums Played on Three Grand Pianos Simultaneously
- 2017 : Nits - angst
- 2017 : Fabelhaft - O Die Zee - 11 Songs
- 2019 : Supersister Projekt 2019 - Retsis Repus
- 2019 : Nits - Knot
- 2022 : Nits - Neon
- 2024 : Nits - Tree House Fire